# Parque España (Ciudad de México)
El Parque España es un parque público de la Ciudad de México. Se ubica entre las colonias Roma y Condesa. Lo rodean las siguientes calles: la avenida Sonora (al norte), Parque España (al poniente y al sur) y la avenida Nuevo León (al oriente). Se encuentra cerca del Parque México.

## Historia

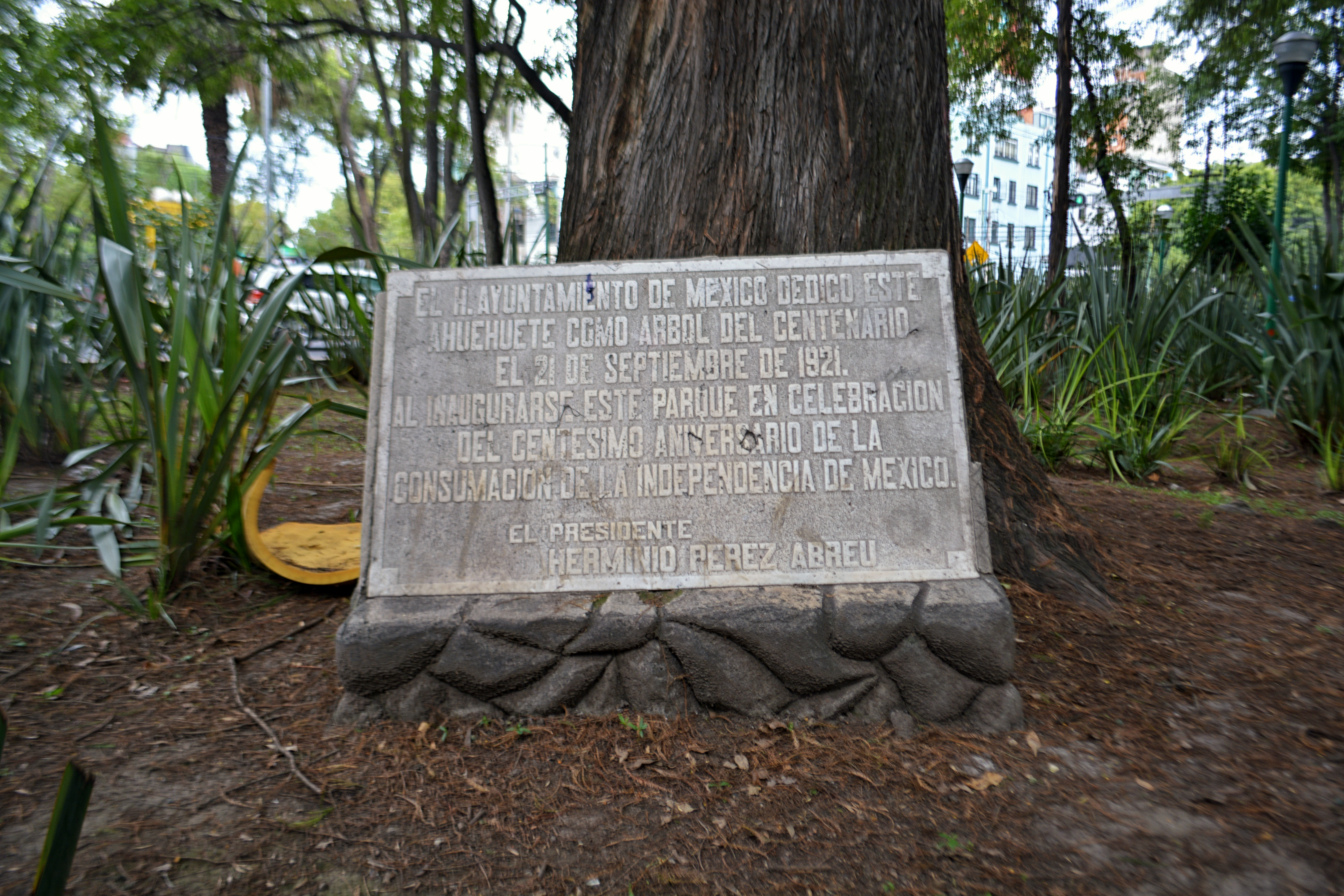
Placa al pie del ahuehuete conmemorativo plantado para inaugurar el parque, 1921.

El terreno que ocupa el parque fue el acceso al desaparecido Hipódromo de la Condesa. Fue diseñado por el arquitecto José Luis Cuevas e inaugurado el 21 de septiembre de 1921 por Herminio Pérez Abreu (entonces presidente municipal de la Ciudad de México) como parte de los festejos del centenario de la consumación de la Independencia de México. El día de su inauguración estuvo presente Diego Saavedra y Magdalena (ministro español, en el nombre del rey Alfonso XIII) y se interpretó la Marcha Real Española por la banda de Policías. Ese día se plantó un ahuehuete fundacional, y se colocó una placa consignando el hecho.
En algún momento de su historia sirvió como casa oficial para los juegos del Real Club España, equipo de fútbol profesional en la que en su época dorada llegó a ser Campeón de Liga y Campeón de Copa, así como ganador del trofeo Campeón de Campeones.
En su interior existe un monumento al presidente y general Lázaro Cárdenas, donado por la emigración republicana Española e inaugurado en 1974. Dicho monumento consiste en una estructura abstracta que representa una mano abierta, simbolizando la bienvenida mexicana al exilio del republicanismo español.

## Entorno
El parque está rodeado por las calles Nuevo León, Sonora y Parque España, además, cerca del parque hay una gran abundancia arquitectónica con estilos vanguardistas, como el art decó y el art nouveau; por ejemplo, en la calle Guadalajara, frente al Parque España, se encuentra la casona de Fernando Torreblanca, secretario particular de la Presidencia de la República durante los gobiernos de Álvaro Obregón, Plutarco Elías Calles y Emilio Portes Gil, casa donde habitaba con su esposa, Hortensia Elías Calles de Torreblanca, hija del presidente Plutarco Elías Calles. Este proyecto estuvo a cargo del Ingeniero Manuel Luis Stampa en 1922.

### Parroquia "Coronación de Santa María de Guadalupe"
Entre las calles Parque España y Antonio Sola, se encuentra la Parroquia "Coronación de Santa María de Guadalupe", erigida el 12 de octubre de 1931. En 1960, comenzó la construcción de un nuevo edificio, encargado a los arquitectos José Cándano y Jorge Herrera. La obra fue concluida el 1 de junio de 1980. Es la única Iglesia en la Colonia Condesa que tiene una arquitectura de estilo moderno: “Un edificio cilíndrico de concreto coronado por el techo piramidal de grandes proporciones interceptado por cuatro paneles de estructura metálica en forma de alones”. La iglesia también cuenta con diversos óleos de mediano y gran formato.

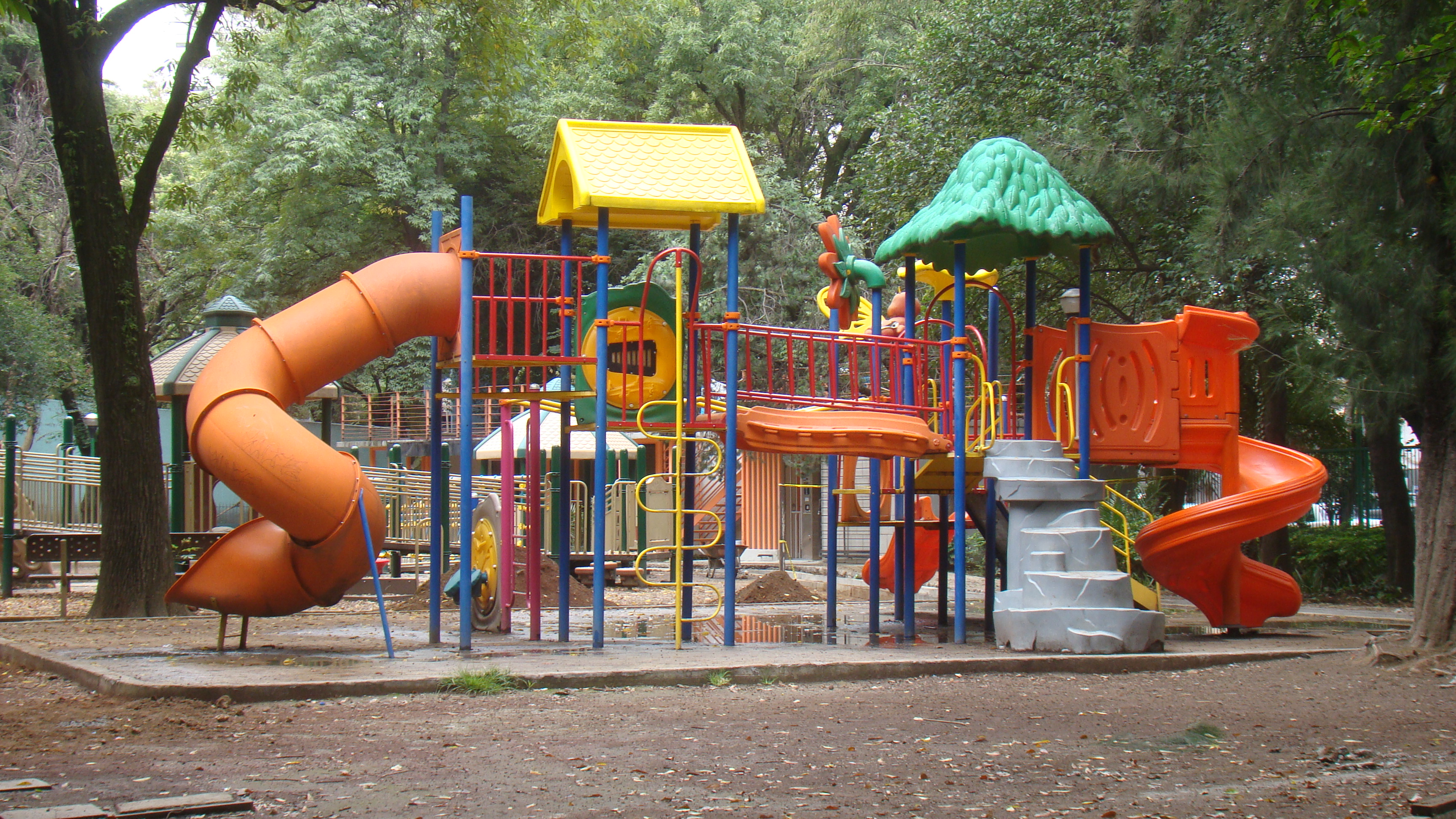
Juegos para niños.

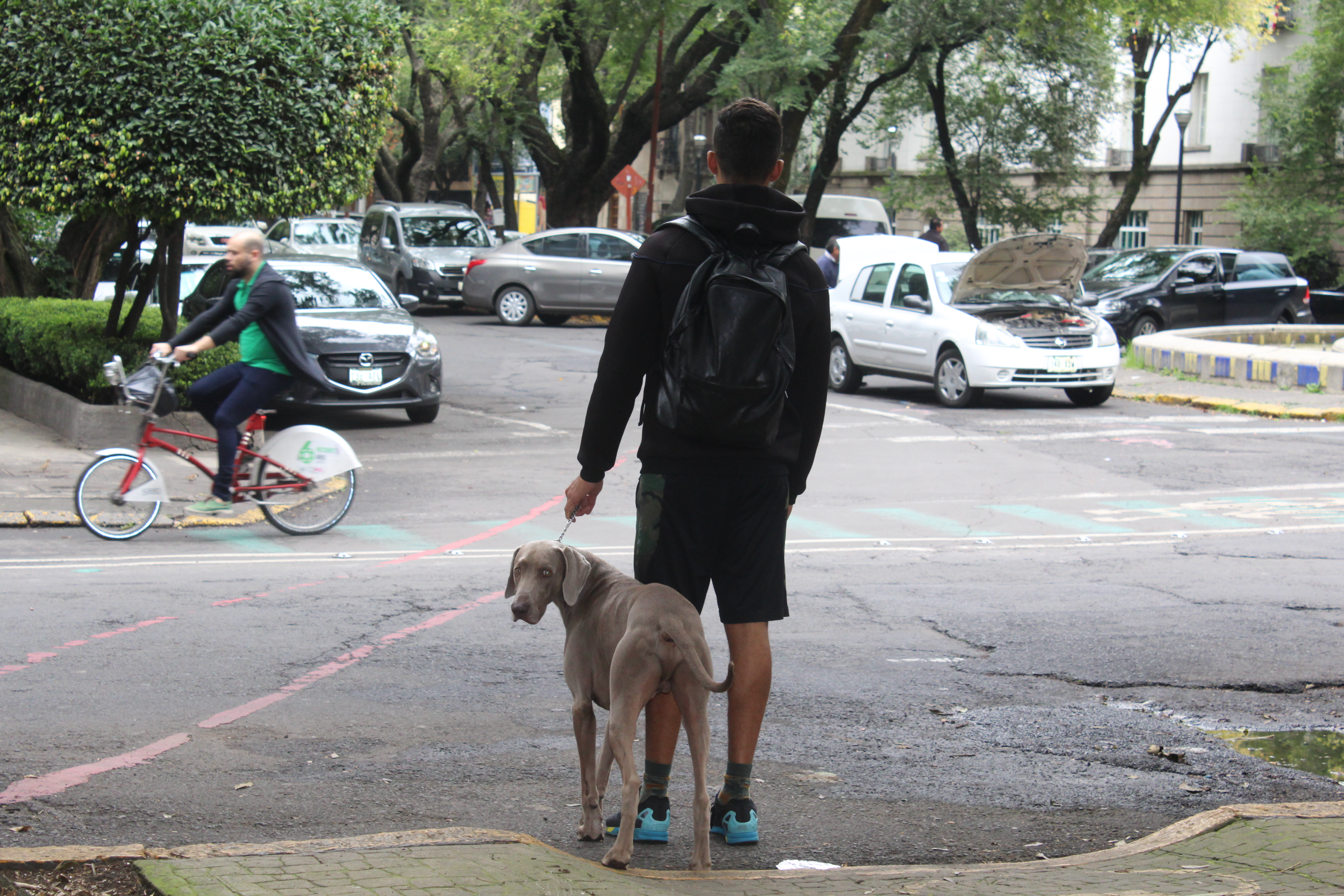
Paseo de perros.

## Instalaciones
En el parque hay varios caminos y extensas áreas verdes para caminar y pasear a las mascotas con su respectiva correa tal como lo dicta la ley de la CDMX.  Al fondo del parque hay aparatos para hacer ejercicio y un área de juegos para niños. También existe la Biblioteca Pública Infantil y Juvenil Carlos Fuentes. Cuenta también con un pequeño lago cruzado por puente de cemento rústico, al estilo de los existentes en el Parque México.